# Matureivavao
Matureivavao (également orthographié Maturei Vavao) est le plus grand atoll du Groupe Actéon dans l'archipel des Tuamotu en Polynésie française. Il est rattaché administrativement aux Îles Gambier.

## Géographie

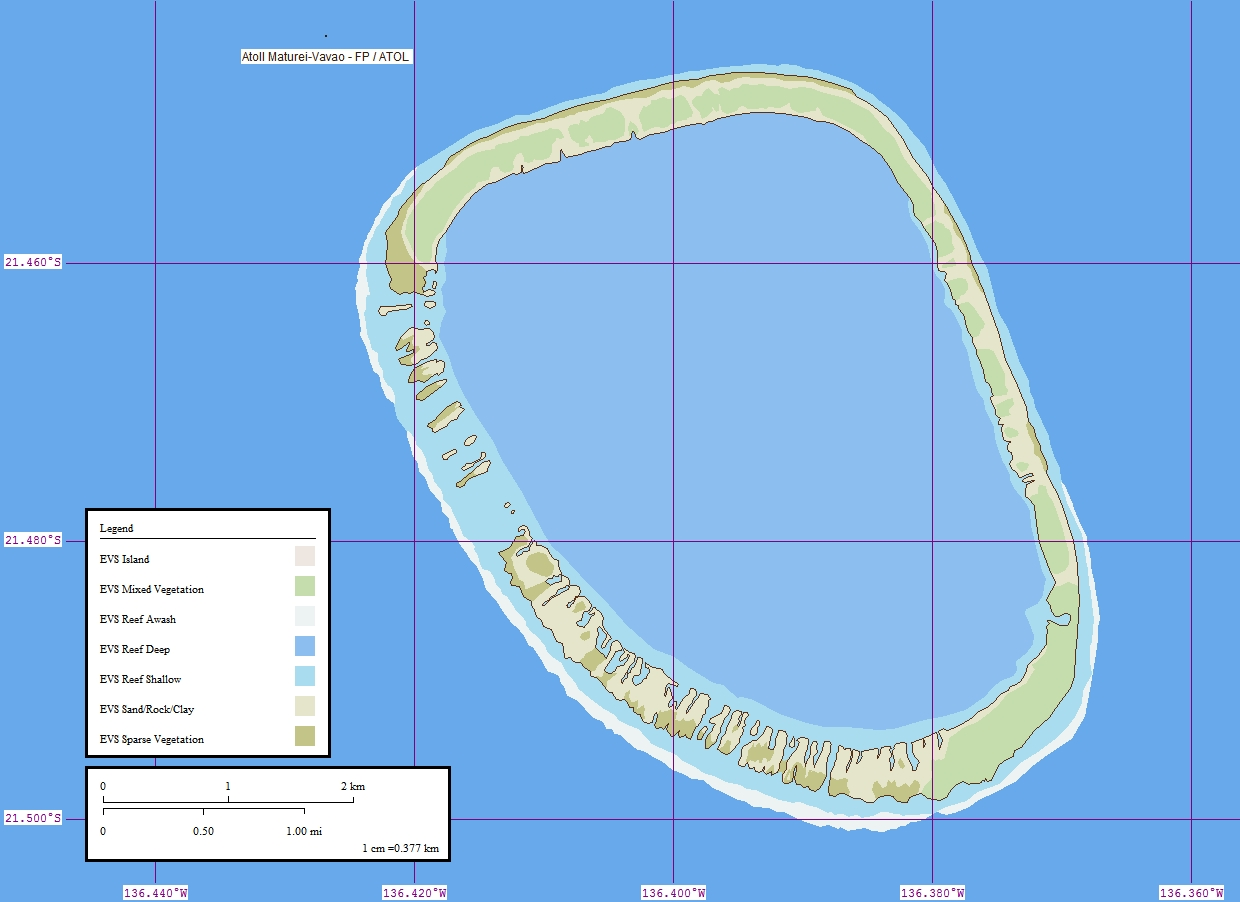
Carte topographique de l'atoll.

Matureivavao est situé à 16 km au sud-est de Tenarunga, à 58 km au nord-ouest de Maria (Est) et à 74 km à l'ouest de Marutea (Sud), ainsi qu'à 1 390 km de Tahiti. C'est un atoll de forme ovoïde de 6,6 km de longueur et 4,6 km de largeur maximales pour 3,96 km2 de terres émergées et un lagon de 28,6 km2 dépourvu de passe en communication avec l'océan.
D'un point de vue géologique, l'atoll est l'excroissance corallienne (de quelques mètres) du sommet du mont volcanique sous-marin homonyme, qui mesure 2 525 mètres depuis le plancher océanique, formé il y a 31,0 à 38,6 millions d'années.
L'atoll est inhabité de manière permanente.

## Histoire
Matureivavao aurait été pour la première fois notifié par le navigateur portugais Pedro Fernández de Quirós le 5 février 1605 sans que cela soit parfaitement attesté,, sous la dénomination de Làs Cuatro Coronadas (les « quatre couronnées » (par leurs palmiers)) pour désigner en fait les quatre atolls du groupe. De façon assurée, la première mention non ambigüe date de 1833 par le navigateur Thomas Ebrill qui l'aborde sur son navire marchand Amphitrite, puis en janvier 1837 par le capitaine Edward Russell venu sur son navire militaire HMS Acteon, donnant ainsi le nom au groupe d'îles.

## Flore et faune
À la suite du cyclone de 1983, Matureivavao a été intégralement replanté, sur l'ensemble de ses motus, de plusieurs milliers de cocotiers. L'atoll accueille parmi sa flore une variété d'Amaranthaceae du genre Achyranthes aspera var. velutina.
Par ailleurs, la présence ou non de rats du Pacifique et de rats noirs est discutée.